# 福岡県道88号久留米小郡線
福岡県道88号久留米小郡線（ふくおかけんどう88ごう くるめおごおりせん）は、福岡県久留米市から小郡市に至る県道（主要地方道）である。

## 概要
久留米市通町から小郡市津古に至る。
久留米市内では中央公園や久留米百年公園の沿線を走るが、起点付近はやや道幅が狭い。西鉄天神大牟田線の櫛原駅から津古駅まで、8駅の区間にわたり併走している。

### 路線データ
- 起点：福岡県久留米市通町（通町十丁目交差点、国道3号交点）
- 終点：福岡県小郡市津古（津古三差路交差点、福岡県道53号久留米筑紫野線旧道交点、福岡県道603号原田停車場津古線終点）
- 総延長：14.2 km

## 歴史
- 1993年（平成5年）5月11日 - 建設省から、県道久留米小郡線が久留米小郡線として主要地方道に指定される[1]。
- 2019年（平成31年）3月29日 - 福岡県告示第263号により、佐賀県道・福岡県道14号鳥栖朝倉線の旧道の県道指定が解除され、一部は当路線の単独区間となる[2]。
- 2021年（令和3年）9月14日 - 福岡県告示第808号により、小郡市福童 - 小郡市三沢の旧道の県道指定が解除される[3]。

## 路線状況

### バイパス
小郡市力武の福岡県道・佐賀県道132号本郷基山停車場線交点から小郡市津古の福岡県道603号原田停車場津古線交点（直結）までバイパスがある。起点側は小郡市道で七夕通り方面に直結している。終点近くで西鉄天神大牟田線および県道88号本道を津古跨線橋でオーバークロスする。

### 重複区間
- 国道210号（久留米市東櫛原町・東櫛原（2）交差点 - 久留米市東櫛原町・中央公園北交差点）
- 佐賀県道・福岡県道14号鳥栖朝倉線（小郡市福童・小郡鳥栖南SIC入口交差点 - 小郡市福童・新端間橋交差点）
- 福岡県道・佐賀県道132号本郷基山停車場線（小郡市力武・力武交差点 - 小郡市三沢）

### 道路施設

#### 橋梁
- 筒川橋（筒川、久留米市）
- 宮の陣橋（筑後川、久留米市）
- 今朝丸橋（宝満川、小郡市）
- 荒古橋（高原川、小郡市）
- 津古跨線橋（西鉄天神大牟田線、小郡市）

## 地理

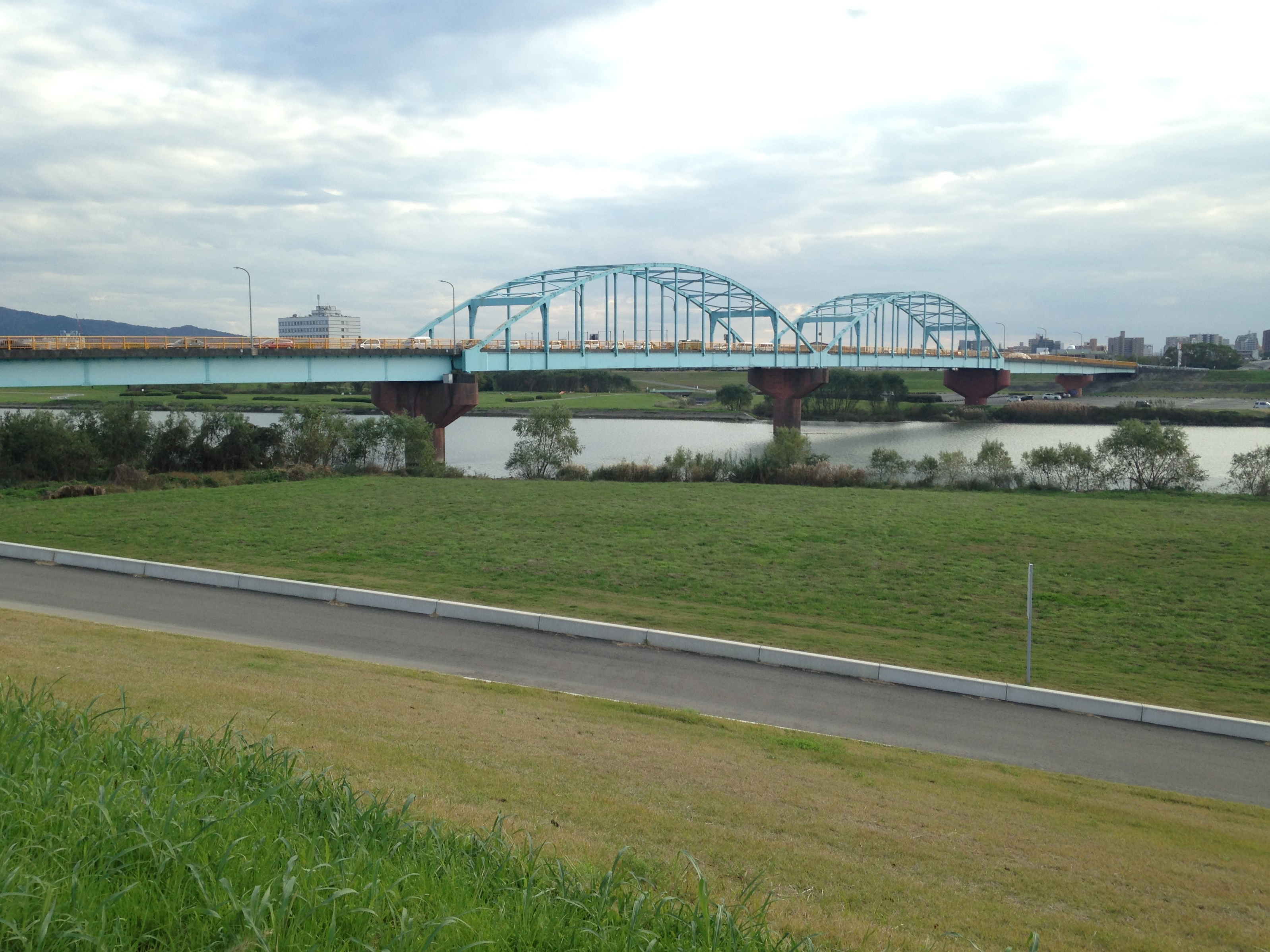
筑後川に架かる宮ノ陣橋

### 通過する自治体
- 久留米市
- 小郡市

### 交差する道路
| 交差する道路                                                    | 市町村名 | 交差する場所 | 交差する場所            |
| --------------------------------------------------------------- | -------- | ------------ | ----------------------- |
| 国道3号                                                         | 久留米市 | 通町         | 通町十丁目交差点 / 起点 |
| 国道210号 重複区間起点                                          | 久留米市 | 東櫛原町     | 東櫛原（2）交差点       |
| 国道210号 重複区間終点                                          | 久留米市 | 東櫛原町     | 中央公園北交差点        |
| 佐賀県道・福岡県道14号鳥栖朝倉線 重複区間起点                   | 小郡市   | 福童         | 小郡鳥栖南SIC入口交差点 |
| 佐賀県道・福岡県道14号鳥栖朝倉線 重複区間終点                   | 小郡市   | 福童         | 新端間橋西交差点        |
| 国道500号                                                       | 小郡市   | 小郡         | 小郡郵便局前交差点      |
| 福岡県道・佐賀県道132号本郷基山停車場線 重複区間起点            | 小郡市   | 力武         | 力武交差点              |
| 福岡県道・佐賀県道132号本郷基山停車場線 重複区間終点            | 小郡市   | 三沢         |                         |
| 福岡県道53号久留米筑紫野線 / 旧道 福岡県道603号原田停車場津古線 | 小郡市   | 津古         | 津古三差路交差点 / 終点 |

### 交差する鉄道
- 西鉄天神大牟田線
- 西鉄甘木線
- 甘木鉄道甘木線

### 沿線
- 西鉄ストア宮ノ陣店
- 西鉄天神大牟田線・西鉄甘木線 宮の陣駅
- 西鉄天神大牟田線
  - 味坂駅 - 端間駅 - 西鉄小郡駅 - 大保駅 - 三沢駅 - 三国が丘駅 - 津古駅
- 小郡市立小郡小学校
- 甘木鉄道甘木線 小郡駅
- 小郡市立大原中学校
- 小郡市立三国小学校
- 陸上自衛隊 小郡駐屯地
- 横隈山遺跡公園
- 福岡県立小郡高等学校
- 九州歴史資料館